# Juan-Amado Albouy Busquets
Juan-Amado Albouy Busquets (Reus, 14 d'agost de 1919 - 1983) va ser un advocat i polític català.
Fill d'un comptable francès i d'una reusenca mestressa d'una botiga de roba, va estudiar Dret a la Universitat de Barcelona i exercí a Reus, primer al despatx de l'advocat Pinyol i després per compte propi. Va ser en la seva joventut membre i dirigent de la Congregació Mariana. Membre de Falange, durant la guerra civil es va fer reconèixer súbdit francès, per la nacionalitat del seu pare. Quan va veure que la guerra europea era inevitable va aconseguir de nou la nacionalitat espanyola. Va ser cap comarcal de sindicats des del 1954 al 1963, tinent d'alcalde amb l'alcalde Joan Bertran des de 1954 a 1960 i alcalde de Reus des del 1963 al 1973. Era amic personal del governador de Tarragona Fernández Martínez. En el seu mandat d'alcalde, Reus passà dels cinquanta als setanta mil habitants, degut al gran moviment migratori de l'època, mandat que es caracteritzà per l'especulació urbanística, la desídia en el funcionament dels serveis públics i la proliferació de barris marginals.
Col·laborà en algunes publicacions reusenques, com ara a Aules, òrgan dels estudiants de l'Institut de Reus, a la Revista del Centre de Lectura i a Reus: semanario de la ciudad. Va tenir diverses condecoracions, com la Placa de Comanador de l'Orde del Mèrit Agrícola, la Creu de l'Orde de Sant Ramon de Penyafort i la Medalla d'Or de la Ciutat de Reus.